# Well, Well, Well
Well, Well, Well è un singolo della cantante britannica Duffy, pubblicato il 19 ottobre 2010 come secondo estratto dal secondo album in studio Endlessly.

## Descrizione
Il singolo ha visto la partecipazione del gruppo musicale statunitense The Roots, che però non è accreditato.
La canzone ha avuto un discreto successo in Italia, poiché utilizzata come colonna sonora nella pubblicità televisiva della TIM.

## Video musicale
Il videoclip è stato presentato il 9 ottobre 2010.

## Tracce
Promo CD
1. Well, Well, Well – 2:45

Digital Download
1. Well, Well, Well – 2:43
2. Well, Well, Well (Acoustic Version) – 3:09

## Classifiche
| Classifica (2010) | Posizione massima |
| ----------------- | ----------------- |
| Austria           | 33                |
| Belgio (Fiandre)  | 16                |
| Belgio (Vallonia) | 25                |
| Danimarca         | 24                |
| Finlandia         | 11                |
| Germania          | 24                |
| Italia            | 9                 |
| Paesi Bassi       | 16                |
| Regno Unito       | 41                |
| Repubblica Ceca   | 43                |
| Slovacchia        | 44                |
| Spagna            | 47                |
| Svezia            | 60                |
| Svizzera          | 19                |
| Ungheria          | 27                |